# Kalamazoo Wings
Kalamazoo Wings – amerykański klub hokeja na lodzie z siedzibą w Kalamazoo.

## Historia
Pierwotnie istniał klub Kalamazoo Wings w latach 1974–1995 (po nim Michigan K-Wings w latach 1995–2000). Występował lidze IHL.
W 1999 powstał klub	Madison Kodiaks, od 2000 działający jako Kalamazoo Wings. Grał w lidze UHL do 2009. Później przystąpił do ECHL. Od 2012 do 2015 drużyna była zespołem farmerskim dla klubów Chicago Wolves z AHL, potem też dla Columbus Blue Jackets oraz Vancouver Canucks z NHL oraz dla afiliacji tegoż ostatniego w AHL: Springfield Falcons i Utica Comets. W sezonie 2016/2017 była stowarzyszona z Tampa Bay Lightning (NHL) i Syracuse Crunch (AHL). Od 2017 ponownie była farmą dla Vancouver Canucks.
W 2016 asystentem trenera drużyny został Joel Kwiatkowski.
Z uwagi na pandemię COVID-19 klub zawiesił występy w sezonie ECHL 2020/2021. Po powrocie do uczestnictwa w rozgrywkach zespół został farmą dla Columbus Blue Jackets.

## Sukcesy
- Mistrzostwo w sezonie zasadniczym UHL: 2006
- Mistrzostwo dywizji UHL: 2006
- Mistrzostwo konferencji UHL: 2006, 2007
- Colonial Cup – mistrzostwo UHL: 2006
- Mistrzostwo dywizji ECHL: 2010, 2011, 2012, 2014
- Mistrzostwo konferencji ECHL: 2011
- Finał o Kelly Cup w ECHL: 2011

## Zawodnicy
Zastrzeżone numery:
- 1 Georges Gagnon
- 22 Mike Wanchuk
- 26 Kevin Schamehorn